# La lebbrosa
La lebbrosa (Прокажённая, Prokažёnnaja) è un film del 1928 diretto da Oleg Nikolaevič Frelich, tratto da un racconto di Ferdinand Duchêne.